# Calodexia insolita
Calodexia insolita là một loài ruồi trong họ Tachinidae.